# Liste der Monuments historiques in Chamoy
Die Liste der Monuments historiques in Chamoy führt die Monuments historiques in der französischen Gemeinde Chamoy auf.

## Liste der Immobilien
| Bezeichnung                 | Beschreibung            | Standort              | Kennzeichnung | Schutzstatus | Datum | Bild           |
| --------------------------- | ----------------------- | --------------------- | ------------- | ------------ | ----- | -------------- |
| Kirche Immaculée-Conception | aus dem 16. Jahrhundert | Rue du Bourget (Lage) | PA00078070    | Inscrit      | 1926  | weitere Bilder |

## Liste der Objekte
| Bezeichnung                                          | Beschreibung                                                                            | Standort                                  | Kennzeichnung | Schutzstatus | Datum | Bild |
| ---------------------------------------------------- | --------------------------------------------------------------------------------------- | ----------------------------------------- | ------------- | ------------ | ----- | ---- |
| Schrein                                              | Holz, farbig gefasst, 17. Jahrhundert                                                   | in der Kirche Immaculée-Conception (Lage) | PM10003926    | Inscrit      | 1975  |      |
| Kruzifix                                             | Holz, farbig gefasst, 17. Jahrhundert                                                   | in der Kirche Immaculée-Conception (Lage) | PM10003932    | Inscrit      | 1974  |      |
| Kirchenbank                                          | Holz, bezeichnet 1733 und 1750                                                          | in der Kirche Immaculée-Conception (Lage) | PM10003931    | Inscrit      | 1974  |      |
| Gemälde Jesus bei Maria und Martha                   | Ölfarbe auf Leinwand, Anfang des 18. Jahrhunderts                                       | in der Kirche Immaculée-Conception (Lage) | PM10003937    | Inscrit      | 1974  |      |
| Taufbecken                                           | Kalkstein, Holzdeckel, 16. Jahrhundert                                                  | in der Kirche Immaculée-Conception (Lage) | PM10000398    | Classé       | 1913  |      |
| Retabel                                              | in der Annenkapelle; Kalkstein, erste Hälfte des 16. Jahrhunderts, zugehörig PM10003075 | in der Kirche Immaculée-Conception (Lage) | PM10000393    | Classé       | 1909  |      |
| Gemälde Unterweisung Mariens                         | Ölfarbe auf Leinwand, erste Hälfte des 16. Jahrhunderts                                 | in der Kirche Immaculée-Conception (Lage) | PM10003075    | Classé       | 1909  |      |
| Skulptur Heiliger Nikolaus                           | Kalkstein, farbig gefasst, 17. Jahrhundert                                              | in der Kirche Immaculée-Conception (Lage) | PM10003933    | Inscrit      | 1974  |      |
| Skulptur Heiliger Sebastian                          | Kalkstein, farbig gefasst, 17. Jahrhundert                                              | in der Kirche Immaculée-Conception (Lage) | PM10003935    | Inscrit      | 1974  |      |
| Pietà                                                | Kalkstein, farbig gefasst, 16. Jahrhundert                                              | in der Kirche Immaculée-Conception (Lage) | PM10000394    | Classé       | 1909  |      |
| Skulptur Heilige Barbara                             | Kalkstein, farbig gefasst, Anfang des 16. Jahrhunderts                                  | in der Kirche Immaculée-Conception (Lage) | PM10003076    | Classé       | 1913  |      |
| Skulptur Christus in der Rast                        | Kalkstein, farbig gefasst, 16. Jahrhundert                                              | in der Kirche Immaculée-Conception (Lage) | PM10003934    | Inscrit      | 1974  |      |
| Skulptur Heiliger Antonius                           | Kalkstein, 16. Jahrhundert; verschwunden                                                | in der Kirche Immaculée-Conception (Lage) | PM10003939    | Inscrit      | 1974  |      |
| Kirchenfenster                                       | aus dem 16. Jahrhundert                                                                 | in der Kirche Immaculée-Conception (Lage) | PM10000395    | Classé       | 1909  |      |
| Skulptur Madonna mit Kind                            | Kalkstein, farbig gefasst, Anfang des 16. Jahrhunderts                                  | in der Kirche Immaculée-Conception (Lage) | PM10000396    | Classé       | 1913  |      |
| Skulptur Mariä Verkündigung                          | Ölfarbe auf Leinwand, 16. Jahrhundert; nach Marten de Vos                               | in der Kirche Immaculée-Conception (Lage) | PM10000399    | Classé       | 1913  |      |
| Skulptur Unterweisung Mariens                        | Eichenholz, 16. Jahrhundert                                                             | in der Kirche Immaculée-Conception (Lage) | PM10000400    | Classé       | 1961  |      |
| Retabel                                              | in der rechten Seitenkapelle; Kalkstein, bezeichnet 1539                                | in der Kirche Immaculée-Conception (Lage) | PM10000392    | Classé       | 1909  |      |
| Zwei Skulpturen: Heiliger Cosmas und heiliger Damian | Holz, farbig gefasst, 16. Jahrhundert                                                   | in der Kirche Immaculée-Conception (Lage) | PM10000397    | Classé       | 1913  |      |
| Skulptur Heiliger Rochus                             | Kalkstein, farbig gefasst, bezeichnet 1774                                              | in der Kirche Immaculée-Conception (Lage) | PM10003936    | Inscrit      | 1974  |      |
| Kirchengestühl                                       | Holz, Ende des 18. Jahrhunderts                                                         | in der Kirche Immaculée-Conception (Lage) | PM10003938    | Inscrit      | 1974  |      |
| Skulptur eines Heiligen                              | Holz, 17. Jahrhundert; verschwunden                                                     | in der Kirche Immaculée-Conception (Lage) | PM10003940    | Inscrit      | 1974  |      |